# اوجاکلیا
اوجاکلیا (صربی: Оџаклија؛ به معنای کلیسای دودکش) یک کلیسای ارتدکس صربی واقع‌شده در لسکواس، صربستان است که در ابتدای سدهٔ نوزدهم میلادی ساخته شد.
این کلیسا در طول نخستین قیام صربستان در طول انقلاب صربی ساخته شد. امپراتوری عثمانی مردم بومی را از ساخت یک کلیسا منع کرد، پس مردم یک ساختمان خانه را به اسقف شهر سپردند و یک دودکش ناکارآمد برای فریب دادن عثمانی‌ها بالای خانه قرار دادند.